# Petaloconchus varians
Petaloconchus varians is een slakkensoort uit de familie van de Vermetidae. De wetenschappelijke naam van de soort werd in 1839 voor het eerst geldig gepubliceerd door Alcide d'Orbigny.